# سلفادور سالغيرو
سلفادور سالغيرو (بالإسبانية: Salvador Salguero)‏ (مواليد 10 أغسطس 1951) هو لاعب كرة قدم. يلعب مع منتخب بيرو لكرة القدم. سبق له أن لعب في كأس العالم لكرة القدم مع منتخب بلاده.

## روابط خارجية
- سلفادور سالغيرو على موقع ناشيونال فوتبول تيمز (الإنجليزية)
- سلفادور سالغيرو على موقع Soccerway.com (الإنجليزية)
- سلفادور سالغيرو على موقع عالم كرة القدم.نت (الإنجليزية)